# Нама (народ)

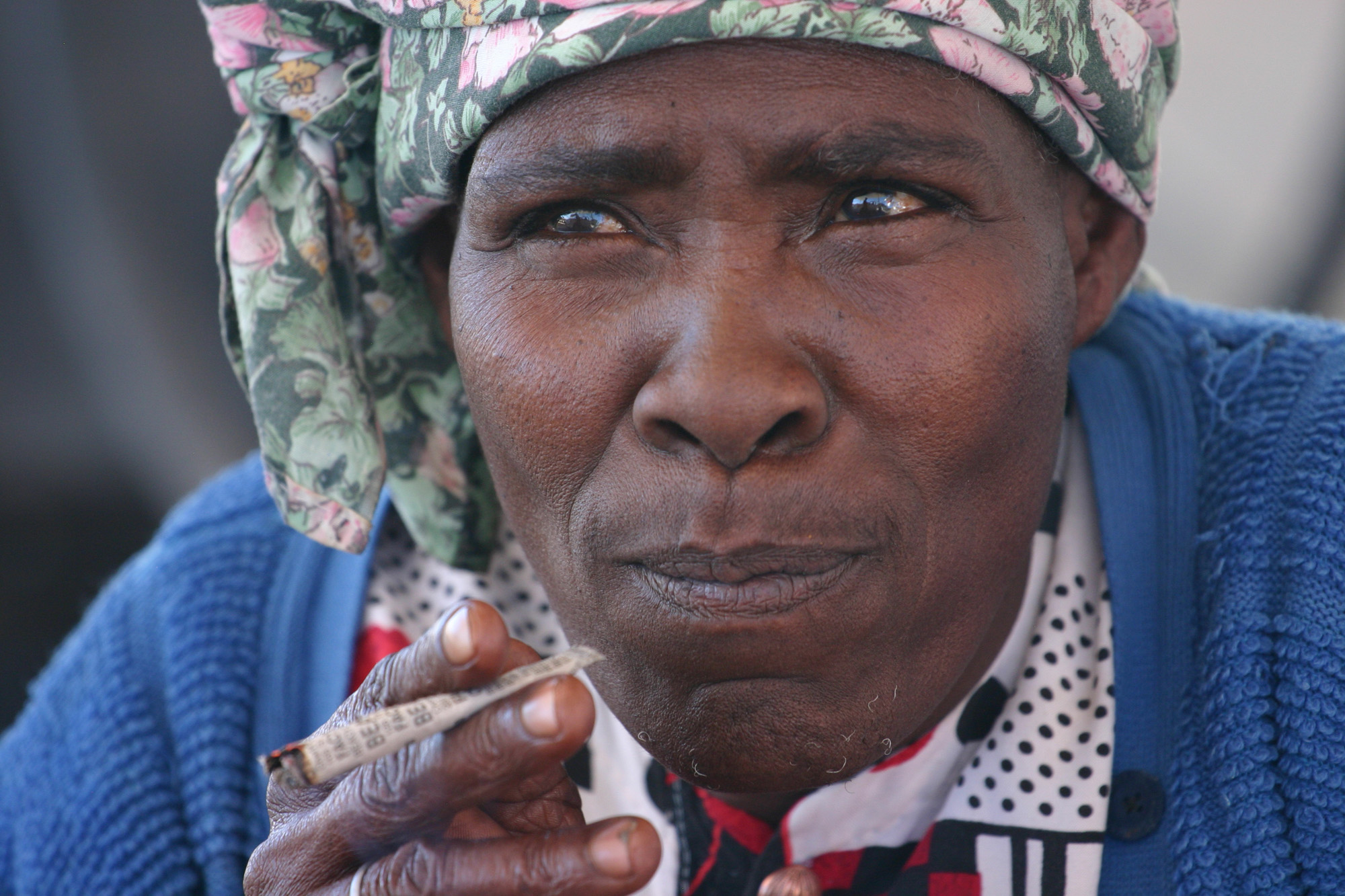
Курящая женщина нама в пустыне Калахари (Намибия)

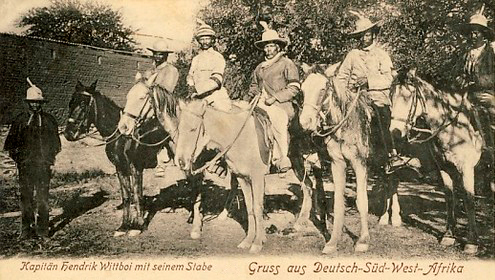
Нама - лидер Хендрик Витбоой (в центре) и его товарищи

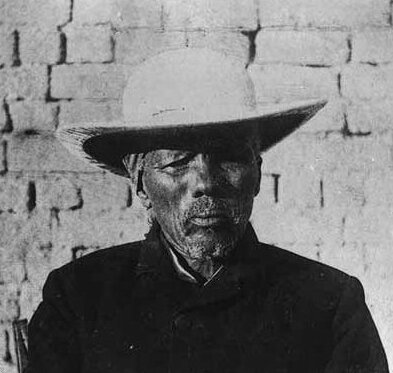
Вождь народа нама Хендрик Витбоой

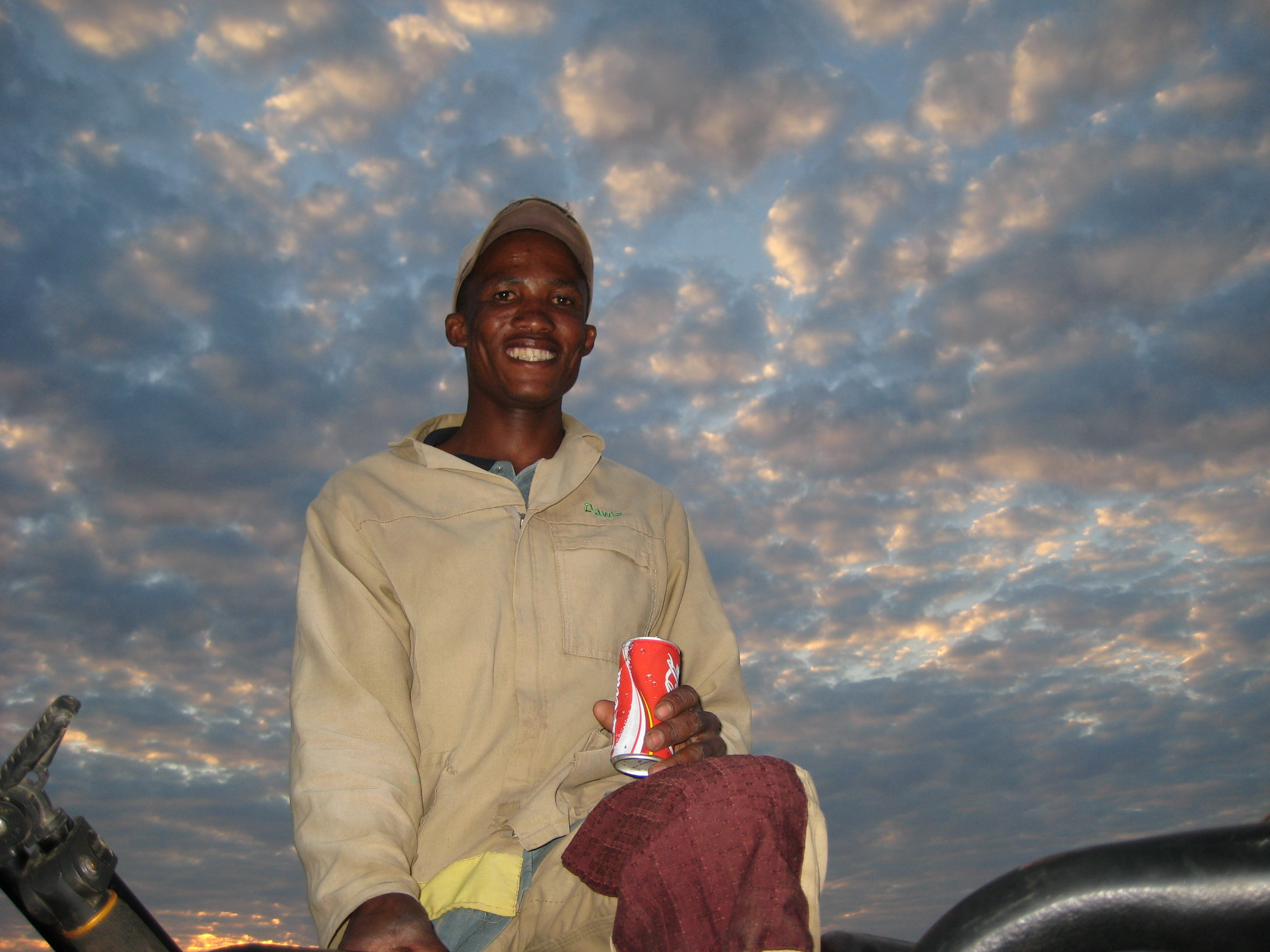
Молодой мужчина нама, Намибия

Нама (нама Namagua, африкаанс Namaquai) — этническая группа, проживающая в южной и северной частях Намибии, на территории Северо-Капской провинции в Южно-Африканской Республике и в Ботсване. Общая численность — 324 000 человек.
Говорят на языке нама, родственном языкам готтентотов, и относящемся к койсанским языкам. В Намибии язык нама считается вторым национальным. Принадлежат к капоидной расе.

## История
Нама этнически родственны бушменам и, в целом, — койсанским народам, являющимся коренными для Южной Африки. По новейшей теории, которой придерживаются большинство учёных, койсанские народы являются древнейшими представителями человечества.
К середине XV века племена нама, также как и гереро и готтентоты, были оттеснены в западную часть Африки бантуязычными племенами.
В начале XX века нама подверглись геноциду со стороны Германской колониальной администрации (см. Геноцид племён гереро и нама), потеряв примерно треть своего населения. Это произошло после того, как национальное восстание нама против колониального порабощения, во главе которого стоял вождь нама и национальный герой Намибии Хендрик Витбоой, потерпело поражение. Геноцид был признан Германией в 2004 году.
Сегодня нама компактно проживают в северной и южной частях Намибии, на севере ЮАР и немногочисленными группами — в Ботсване.
Занимаются земледелием и разведением скота.

## Религия
В последнее время многие представители нама принимают ислам и являются одной из самых больших исламских общин в Намибии.